# Papilio osmana
Papilio osmana là một loài bướm thuộc họ Papilionidae. Nó là loài đặc hữu của Philippines.